# دریای دزدان
دریای دزدان (انگلیسی: Sea of Thieves) یک بازی ویدئویی اکشن-ماجراجویی اول شخص است. بازیکنان به‌طور منظم در طول ماجراجویی خود با یکدیگر روبرو می‌شوند. هر بازیکن نقش یک دزدریایی را بر عهده دارد. این بازی در تاریخ ۱۸ مارس ۲۰۱۸ برای پلت‌فرم‌های مایکروسافت ویندوز و اکس باکس وان و در سال ۲۰۲۰ برای کنسول اکس‌باکس سری اکس و سری اس و در سال ۲۰۲۴ برای پلی استیشن  ۵ منتشر شد.